# David Seal
David Seal (né le 26 janvier 1972 à Penrith en Australie) est un joueur de football international australien, qui évoluait au poste d'attaquant.

## Biographie

### Carrière en club
David Seal joue en Australie, en Belgique, et en Angleterre.
Il se classe meilleur buteur du championnat d'Australie en 1990 avec 15 buts puis en 1991 avec 19 buts.

### Carrière en sélection
Il participe avec la sélection olympique aux Jeux olympiques d'été de 1992 organisés à Barcelone. Lors du tournoi olympique, il joue cinq matchs. L'Australie s'incline en demi-finale face à la Pologne.

## Palmarès
| Sydney Olympic - Championnat d'Australie : - Meilleur buteur : 1989-90 (15 buts). |  | Marconi Fairfield - Championnat d'Australie : - Meilleur buteur : 1990-91 (19 buts). - Coupe d'Australie : - Finaliste : 1991-92. |  | Eendracht Alost - Championnat de Belgique D2 : - Champion : 1993-94. |